# سوزان هریسون
سوزان هریسون (انگلیسی: Susan Harrison; ۲۶ اوت ۱۹۳۸ – ۵ مارس ۲۰۱۹) هنرپیشه اهل ایالات متحده آمریکا بود. وی بین سال‌های ۱۹۵۶ تا ۱۹۶۳ میلادی فعالیت می‌کرد.
وی بازیگر فیلم‌هایی همچون بوی خوش موفقیت و شاهد کلیدی بوده‌است.

## زندگی شخصی
او مادر داروا کانگر بود که در برنامه تلویزیونی چه کسی می‌خواهد با یک مولتی میلیونر ازدواج کند؟ بازی کرد.